# Beckenstein (Hygieneprodukt)
Beckensteine und Urinalsteine bezeichnen künstliche Konglomerate aus verschiedenen Stoffen, die in WCs und Urinale eingelegt desinfizierend und desodorierend wirken. Die desinfizierende Wirkung wird nicht immer behauptet. Auch wird zeitweise unterschieden zwischen Urinalsteinen und Beckensteinen, wobei Urinalsteine nur ins Urinal eingelegt werden können und Beckensteine zusätzlich auch in einem Sieb das Spülwasser desodorieren können. Beckensteine sind verantwortlich für den typischen Geruch auf öffentlichen Toiletten.
Während früher häufig das stark umweltbelastende Paradichlorbenzol eingesetzt wurde, bestehen Beckensteine heute aus hohen Anteilen ionischer und anionischer Tenside (bis über 30 %), was diese Stoffe reizend macht. Weitere Inhaltsstoffe sind Füllstoffe zur geregelten Abgabe der Wirkstoff, Gerüststoffe (Citrat oder Polycarboxylate) und anorganische Salze. In dieser Mischung werden Duft- und Farbstoffe eingebettet, die nach und nach freigesetzt werden.
Die Reinigungswirkung von Beckensteinen ist gering, da wesentliche Flächen nicht erreicht werden. Die desinfizierende Wirkung ist aus dem gleichen Grund klein. Es bleibt eine desodoriende Wirkung, die Toilettengerüche überdeckt.
Aufgrund der Zusammensetzung darf die Entsorgung von Beckensteinen nicht über den Hausmüll erfolgen, sondern muss im Sondermüll geschehen.